# 存活時間
存活時間（英語：Time To Live，簡寫TTL）是電腦網路技術的一個術語，指一個封包在经过一個路由器時，可传递的最長距离（跃点数）。每當封包經過一個路由器时，其存活次數就會被減一。當其存活次数为0時，路由器便会取消该封包转发，IP网络的话，会向原封包的發出者傳送一個ICMP TTL封包以告知跃点数超限。其设计目的是防止封包因不正確的路由表等原因造成的无限循環而無法送達及耗尽网络资源。

## DNS
在域名系统（DNS）中亦有利用「存活次數」這個概念，用以设定域名记录的最长缓存次數。

## 參看
- Ping
- Traceroute
- 广播风暴

## 外部連結
- Serversniff.net shows initial TTLs of a host's IPv4-Datagramms
- Max-Forwards as TTL header in HTTP. （页面存档备份，存于）
- Gnutella TTL and Hops header values used for preventing loops and monitoring of network topology. （页面存档备份，存于）